# Legends of Tomorrow
Legends of Tomorrow is een Amerikaanse televisieserie, die in de Verenigde Staten werd uitgezonden op The CW Television Network van 21 januari 2016 tot 2 maart 2022.
De serie speelt af in hetzelfde universum als die van Arrow en The Flash, waarvan deze een spin-off is. De serie is ontwikkeld door Greg Berlanti, Marc Guggenheim, Andrew Kreisberg en Phil Klemmer.

## Plot

### Seizoen 1
Tijdreiziger Rip Hunter komt vanuit een toekomst waar een onsterfelijke man genaamd Vandal Savage de wereld heeft overgenomen en Hunter's vrouw en kind heeft vermoord. Hunter reist naar het heden om daar een team van helden en schurken uit Arrow en The Flash te verzamelen. Met dat team zal hij door de tijd reizen, met als doel Vandal Savage voor altijd te stoppen. Alleen gaat dit aanvankelijk niet heel goed en maken ze het erger dan het is.

### Seizoen 2
In het begin van seizoen 2 is er een historicus Nate Haywood die het idee heeft dat de Legends over de tijd zijn verspreid en hij gaat naar hen op zoek. Later krijgt hij superkrachten. De Legends werken samen met de Vixen van Justice Society of America. Samen vechten ze tegen het Legion of Doom, dat bestaat uit Malcolm Merlyn, Damien Darhk en Reverse-Flash.

### Seizoen 3
Na terugkeer in Central City leert het team dat ze allerlei "anachronismen" (fouten in de tijd) hebben gecreëerd. Hunter is weggegaan en komt terug uit de toekomst en heeft daar een nieuwe organisatie opgericht. Deze organisatie, het Time Bureau, heeft als doel deze "anachronismen" te herstellen.

## Rolverdeling
Hier zijn de hoofdrollen uit de eerste vier seizoenen.
| Acteur                    | Personage                       | Bekend uit        |
| ------------------------- | ------------------------------- | ----------------- |
| Arthur Darvill            | Rip Hunter                      | (Nieuw personage) |
| Amy Pemberton (stem)      | Gideon                          | (Nieuw personage) |
| Caity Lotz                | Sara Lance / White Canary       | Arrow             |
| Brandon Routh             | Ray Palmer / Atom               | Arrow             |
| Courtney Ford             | Nora Darhk                      | Arrow             |
| Victor Garber             | Martin Stein / Firestorm        | The Flash         |
| Franz Drameh              | Jefferson Jackson / Firestorm   | The Flash         |
| Dominic Purcell           | Mick Rory / Heat Wave / Chronos | The Flash         |
| Wentworth Miller          | Leonard Snart / Captain Cold    | The Flash         |
| Ciara Renée               | Kendra Saunders / Hawkgirl      | The Flash         |
| Falk Hentschel            | Carter Hall / Hawkman           | The Flash         |
| Casper Crump              | Vandal Savage                   | The Flash         |
| Matt Letscher             | Eobard Thawne / Reverse-Flash   | The Flash         |
| Maisie Richardson-Sellers | Amaya Jiwe / Vixen / Charlie    | (Nieuw personage) |
| Nick Zano                 | Nathaniel/Nate Heywood / Steel  | (Nieuw personage) |
| Tala Ashe                 | Zari Tomaz/Zari Tarazi          | (Nieuw personage) |